# Busogo
Busogo (auch Mukingo) ist eine Stadt im Distrikt Musanze in der Nordprovinz von Ruanda.

## Geographie
Busogo befindet sich zum Großteil im gleichnamigen Sektor Busogo des Distrikts Musanze. Die Stadt liegt an der Nationalstraße 2 zwischen Mukamira und Ruhengeri.

## Bevölkerung
Die Bevölkerung lag nach der Volkszählung von 2012 bei 12.460. Der gesamte Sektor Busogo hatte 2012 eine Bevölkerung von 21.512 und 2022 von 28.264.